# Incisitermes marginipennis
Incisitermes marginipennis är en termitart som först beskrevs av Pierre André Latreille 1811.  Incisitermes marginipennis ingår i släktet Incisitermes och familjen Kalotermitidae. Inga underarter finns listade i Catalogue of Life.